# Assiminea similis
Assiminea similis е вид коремоного от семейство Assimineidae.

## Разпространение
Видът е разпространен в Самоа.